# Curtiss Golden Flyer

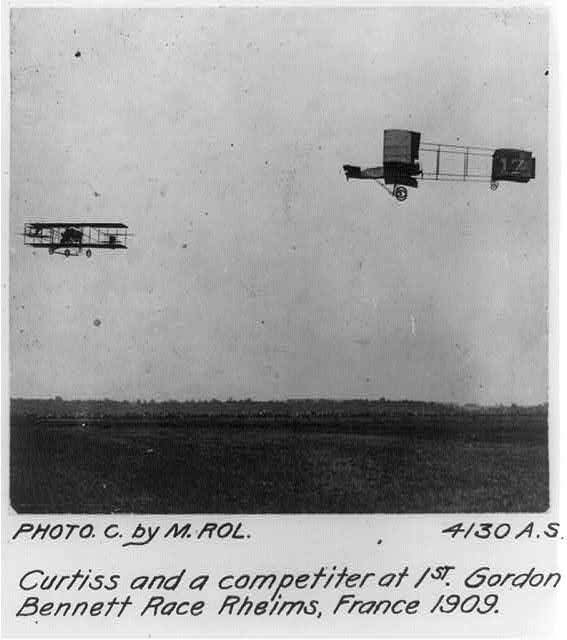
Während des Rennens in Reims: Links das Nachfolgemuster Reims Racer

Die Curtiss No. 1 Golden Flyer (anfangs Gold Bug) war ein Doppeldeckerflugzeug mit vornliegendem Höhenruder und festem Bugradfahrwerk des US-amerikanischen Unternehmens Herring-Curtiss Company.

## Geschichte
Die am 2. März 1909 von der Aeronautical Society of New York bestellte Golden Flyer war das erste von Curtiss in seinem eigenen Unternehmen konstruierte Flugzeug. Der Kaufpreis betrug damals 5.000 US-$. Die vorher von ihm entwickelten Aerodrome No. 1 bis Aerodrome No.4 wurden unter der Herstellerbezeichnung Aerial Experiment Association (AEA) hergestellt. Obwohl die Golden Flyer erst nach dem Zusammenschluss zur Herring-Curtiss Company gebaut wurde, hat Curtiss sie ausdrücklich nur als Curtiss Produkt benannt. Erst die nachfolgende, vergrößerte Version Curtiss-Herring No. 1 Reims Racer nahm auch Herring in die Bezeichnung auf.
Anfangs trug dieses Flugzeug keinerlei Bezeichnung, wurde aber aufgrund des goldgelben Schimmers des Spannlacks Gold Bug genannt. Später erhielt es die offizielle Bezeichnung Golden Flyer. Am 24. Juli 1909, noch vor der Veranstaltung in Reims, machte die Maschine Bruch und wurde schwer zerstört.

## Konstruktion
Die Maschine wurde aus Bambusstangen gefertigt. Der Rumpf und die Tragflächen waren mit Stahldraht verspannt. Als Antrieb wählte man einen auf Wasserkühlung umgebauten V8-Motor, den Curtiss vorher in einem Motorrad verwendet hatte und der direkt einen Druckpropeller von 2,13 m Durchmesser antrieb. Die Tragflächen waren nur oben bespannt. Zwischen oberer und unterer Fläche waren die Querruder eingehängt, die durch Verschieben des Pilotensitzes betätigt wurden. Im Heck befand sich eine horizontale Stabilisierungsfläche und das Seitenruder, das durch ein Rad betätigt wurde. Das Höhenruder befand sich vorne und wurde durch Vor/zurück-Bewegung des Rades betätigt.

## Weiterentwicklung
Die am 24. Juli 1909 beschädigte Maschine wurde nicht repariert. Auf Drängen der New Yorker Aeronautical Society, die am Gordon-Bennett-Cup-Rennen im August 1909 in Reims teilnehmen wollte, baute Curtiss eine vergrößerte Version als Curtiss-Herring No. 1. Das Rennen konnte er mit der Maschine gewinnen und einen neuen Geschwindigkeitsweltrekord für Landflugzeuge über die 20 km Strecke mit 76,749 km/h aufstellen.

## Technische Daten
| Kenngröße  | Daten                                                          |
| ---------- | -------------------------------------------------------------- |
| Spannweite | 8,77 m                                                         |
| Länge      | 8,54 m                                                         |
| Leermasse  | 227 kg                                                         |
| Startmasse | 313 kg                                                         |
| Triebwerk  | Curtiss V8 mit 30 PS (22 kW) bei einer Drehzahl von 1200 min−1 |